# Vorstendom Transsylvanië
Het vorstendom Transsylvanië of vorstendom Zevenburgen (Duits: Fürstentum Siebenbürgen, Hongaars: Erdélyi Fejedelemség, Roemeens: Principatul Transilvaniei) was een semi-onafhankelijk vorstendom op de grens tussen koninklijk Hongarije en het Ottomaanse Rijk. In 1699 werd het een bezit van de Oostenrijkse Habsburgers. Sinds de ontbinding van Oostenrijk-Hongarije (1919) is het gebied een onderdeel van Roemenië.

## Geschiedenis

### Afscheiding van Hongarije
In de Slag bij Mohács (1526) verpletterde Süleyman I het leger van het eerste koninkrijk Hongarije. Deze confrontatie kostte het leven aan koning Lodewijk II van Hongarije. Hongarije werd een vazalstaat van het Ottomaanse Rijk. De politieke rechterhand van Lodewijk II, Janos I, kon het koningschap overnemen (1529) met instemming van Süleyman en van de plaatselijke adel. Ook Ferdinand I van Habsburg, als verwant van Lodewijk II, maakte echter aanspraak op het koningschap. Door het Verdrag van Constantinopel (1533) kwam het tot een tweedeling, waarbij Janos I het zuiden behield maar Ferdinand I een klein deel in het noorden terugkreeg (koninklijk Hongarije).
Toen Janos I stierf (1540) liet de sultan het zuidelijke gedeelte preventief bezetten, om te vermijden dat Ferdinand de "twee Hongarijes" probeerde te herenigen. De sultan gaf hiervan slechts de helft terug aan troonopvolger Janos II (het Oost-Hongaars koninkrijk). De andere helft kwam onder rechtstreeks gezag van de sultan (Ottomaans Hongarije). Er bestonden nu dus drie restanten. Wegens de godsdienstige gevoeligheden voerde Janos II het Edict van Torda in: de dominantie van de Rooms-Katholieke Kerk werd vervangen door godsdienstvrijheid. Het lutheranisme van de Zevenburger Saksen, alsook het calvinisme en unitarisme van de Hongaren en de Roemeense orthodoxen, kregen hierdoor ruimte.
Hoewel de Habsburgers slechts een klein deel van Hongarije bezaten, hechtten ze veel belang aan de titel "koning van Hongarije". Uiteindelijk ging Janos II akkoord om zich niet langer "koning van Hongarije" te noemen. Dit garandeerde hij in het Verdrag van Spiers (1570). Bij die gelegenheid werd zijn restant hernoemd tot "het vorstendom Transsylvanië/Zevenburgen". In ruil kreeg hij van keizer Maximiliaan II een grensstrook, het zogenaamde Partium. Hij was reeds een vazal van het van het Ottomaanse Rijk, maar werd via Partium dus ook verbonden aan koninklijk Hongarije.

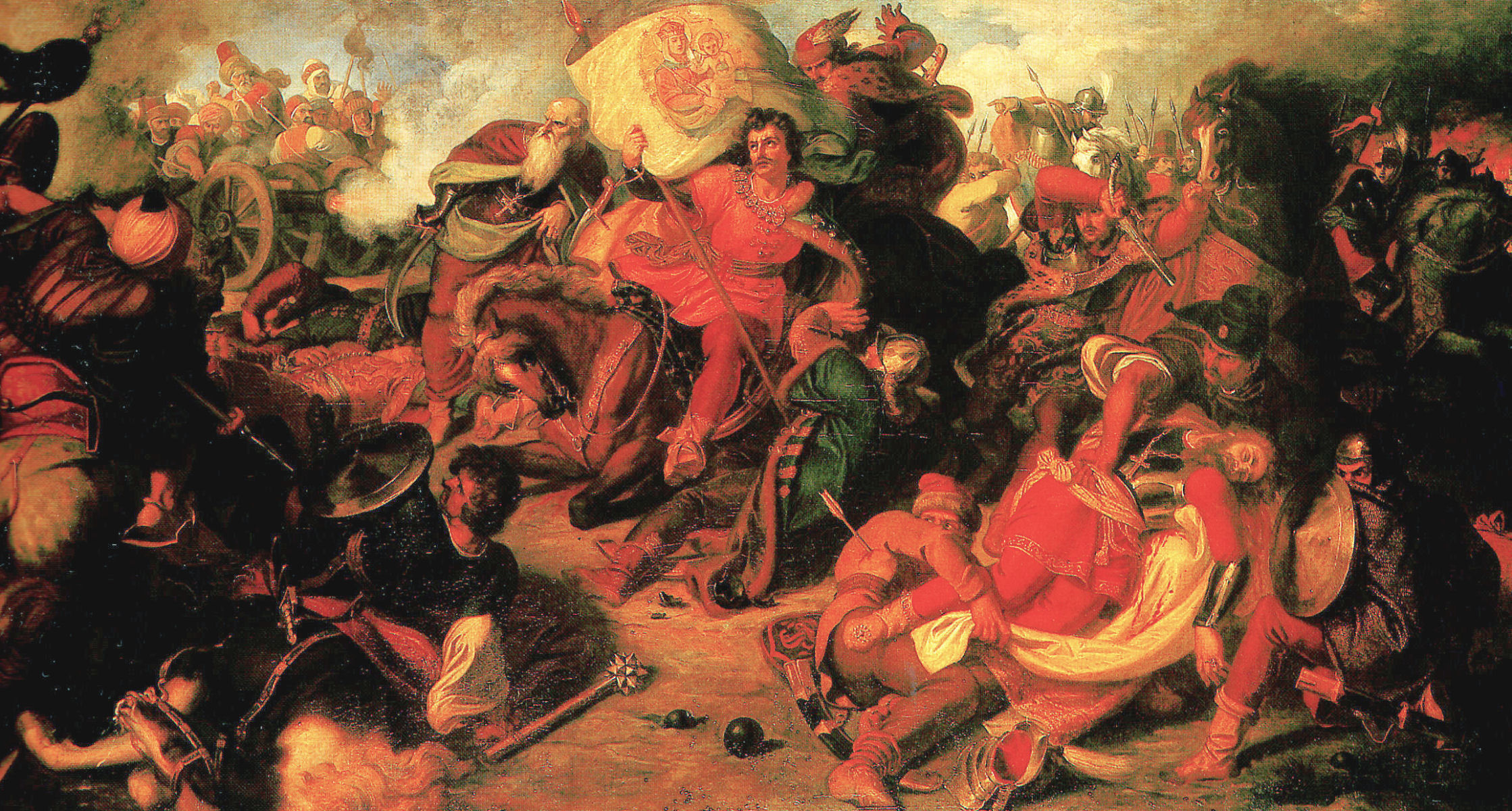
Voorstelling van de Hongaarse nederlaag bij Mohács (1526)
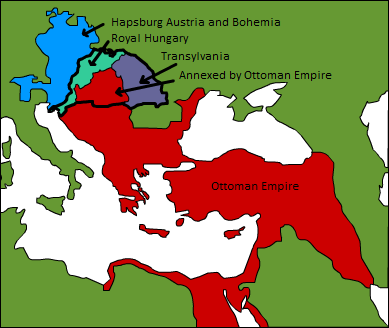
De drie restanten van Hongarije omstreeks 1540
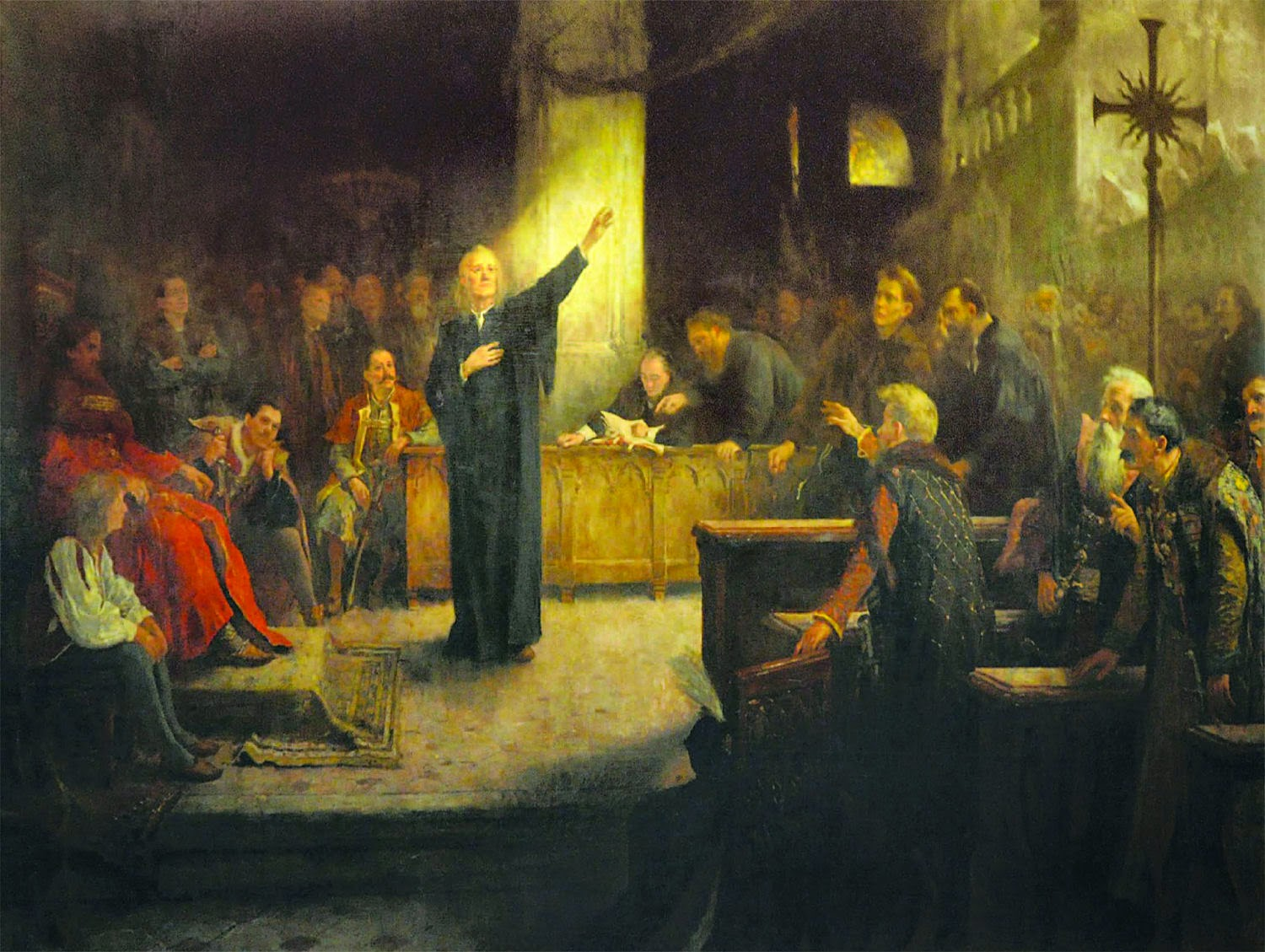
Romantische voorstelling van het Edict van Torda

### De strijd tegen Habsburgse invloed
Janos II werd in 1571 opgevolgd door Stefanus Báthory. In 1576 werd Stefanus tevens benoemd tot koning van Polen-Litouwen. Stefanus stierf in 1586 en werd opgevolgd door zijn neef, Sigismund Báthory. Sigismund koos vastberaden de kant van de Habsburgers, en behaalde gedurende de Vijftienjarige Oorlog (1591–1606) verscheidene overwinningen op de Ottomanen. Hij werd daarna echter verslagen door een andere christelijke vorst, Michaël de Dappere. Zijn adviseur, István Bocskai, riep de hulp in van de Ottomanen om Transsylvanië opnieuw onafhankelijk te maken. Michaël de Dappere werd vermoord in 1601. Tegen het einde van de oorlog sloot Bocskai vrede met de Habsburgers (het Verdrag van Wenen). De Habsburgers stonden toe dat de adel en burgers van Transsylvanië hun vorst zelf kozen.
Het vorstendom beleefde haar gouden jaren gedurende de regeringsperiode van Gabriël Bethlen (1613–1629) en George I Rákóczi (1630–1648). Bethlen waagde zelfs drie oorlogen tegen de Habsburgers, en eiste tweemaal de titel "koning van Hongarije" op. De Habsburgers probeerden de Rooms-Katholieke Kerk tot enige staatskerk van de Habsburgse erflanden te maken. De godsdienstvrijheid voor calvinisten kon opnieuw bevestigd worden in 1621 (de Vrede van Nikolsburg) en in 1645 (het Verdrag van Linz). Rákóczi en Bethlen spendeerden grote sommen aan het verfraaien van de hoofdstad Gyulafehérvár (nu Alba Iulia), dat een belangrijkste protestants bolwerk in oostelijk Centraal-Europa werd. Tijdens hun heerschappij was het vorstendom een van de weinige landen waar katholieken, calvinisten, lutheranen en unitariërs samenleefden. Al deze religies behoorden tot de "algemeen erkende godsdiensten" (religiones receptae). De orthodoxen, die het grootste kerkgenootschap vormden onder de Transsylvaanse Roemenen, waren niet erkend maar werden wel gedoogd.

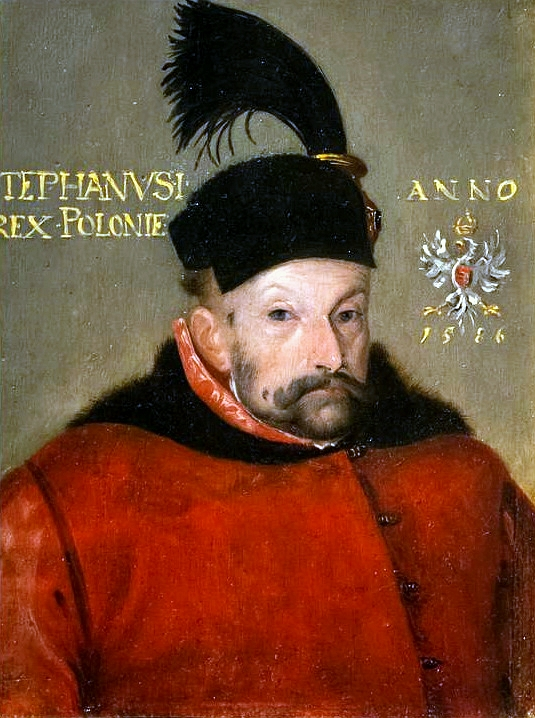
Portret van Stefanus van Transsylvanië, Polen en Litouwen
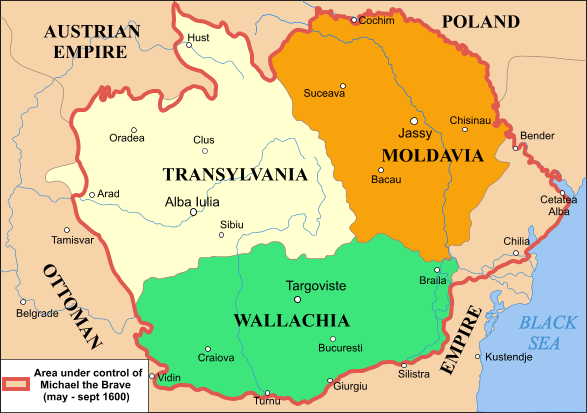
Gebieden onder de controle van Michaël de Dappere
Samenstelling van het vorstendom omstreeks 1650

### Het Ottomaanse Rijk wordt teruggedrongen
In 1660 viel Transsylvanië in Ottomaanse handen. Vorst Jan Kemény en zijn raad verklaarden Transsylvanië onafhankelijk van het Ottomaanse Rijk (april 1661) en hoopten op een tussenkomst van de Habsburgers. De Habsburgers versloegen de Ottomanen in de Slag bij Szentgotthárd (1664). De gewapende beweging onder leiding van graaf Imre Thököly (met de goedkeuring van vorst Michaël I Apafi, Mehmet IV en Lodewijk XIV van Frankrijk) verhinderde dat de Habsburgers Transsylvanië konden veroveren. De Ottomanen leden echter een gevoelige nederlaag bij hun mislukte beleg van Wenen (1683). In de Grote Turkse Oorlog die erop volgde, konden de Habsburgers alsnog Transsylvanië innemen. De anti-Habsburgse Rákóczi's Opstand (1703–1711) haalde niets uit. De titel "vorst" werd vervangen door het ambt "gouverneur". Later werd het vorstendom verheven tot het grootvorstendom Zevenburgen, een nieuw kroonland bij Oostenrijk (1765).
De Habsburgers streefden niet langer naar een katholiek Transsylvanië, maar bevoordeelden wel de positie van de Katholieke Kerk. Een aanzienlijk deel van de orthodoxe en tegelijk Roemeense meerderheid van de bevolking liet zich opnemen in een zogenaamde "Geünieerde Kerk", waarin de oosterse riten werden gevolgd en de priesters mochten huwen, maar waarin de bisschoppen het oppergezag van Rome moesten erkennen. De bisschoppen werden voorgedragen door de Habsburgse monarchen en benoemd door de paus. Zulke kerkgenootschappen behoren onder de noemer van de "Oosterse Kerken" of "Grieks-Katholieke Kerken", zoals ze genoemd worden in de Balkan en in Oekraïne. In Roemenië wordt ze "Roemeense Grieks-Katholieke Kerk" genoemd. Aan het einde van de 18de eeuw was een situatie bereikt waarin de Katholieke Kerk het dominante instituut was geworden en de overige kerkgenootschappen een gedoogde status hadden. De calvinistische kerken werden beschermd door de adel. De lutheranen hadden hun vrijheid kunnen handhaven als onderdeel van hun bestuurlijke privilege uit de 13e eeuw (zie Zevenburger Saksen).

Ottomaanse bezittingen en vazalstaten omstreeks 1680
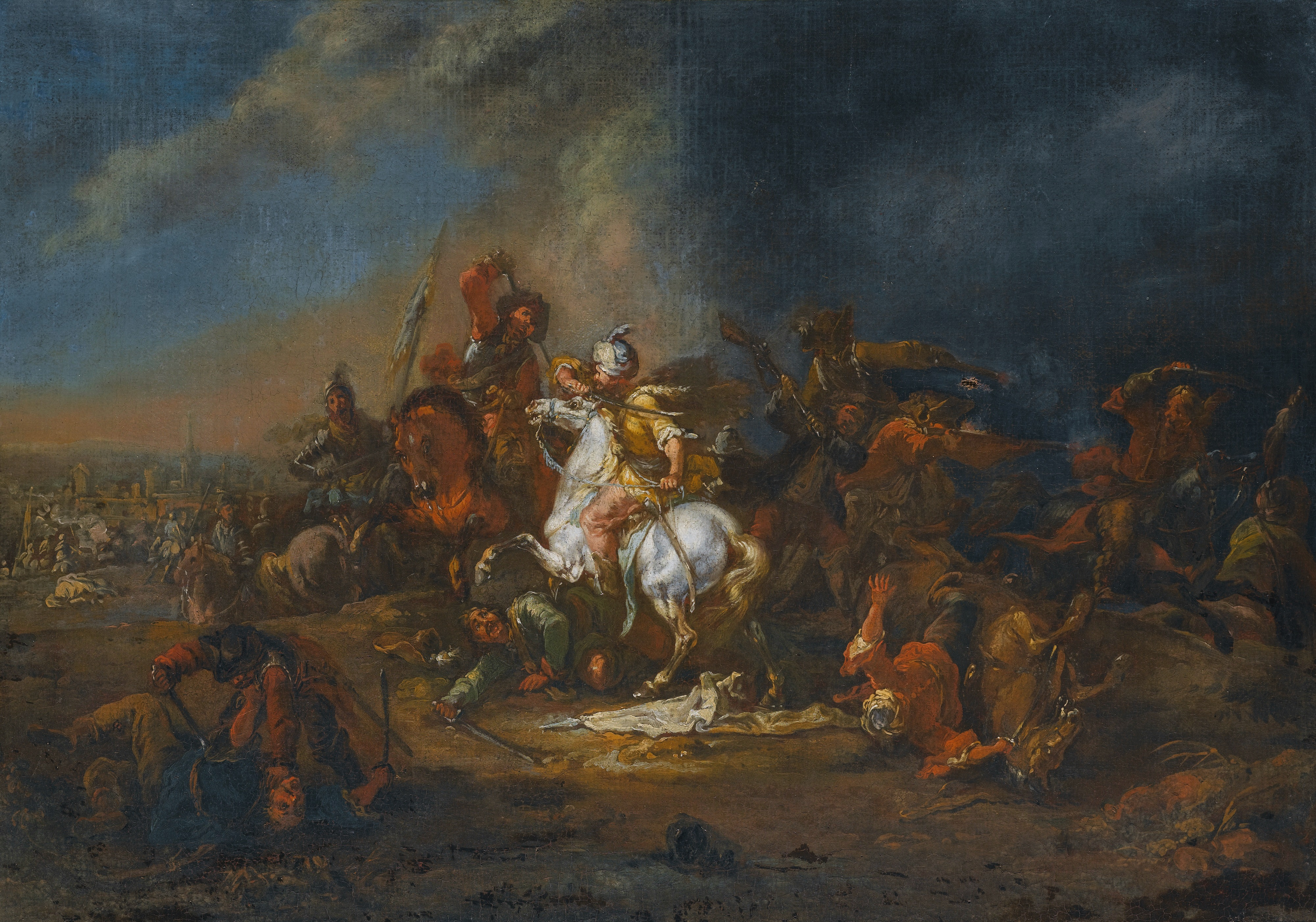
Een gevecht in de Grote Turkse Oorlog
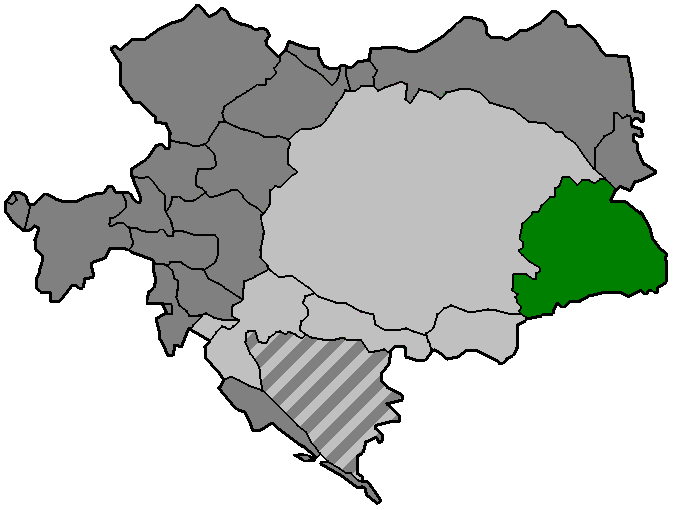
Zevenburgen als onderdeel van de Habsburgse bezittingen